# Aleix Renyé
Aleix Renyé est un journaliste, acteur et écrivain français de langues française et catalane, né le 20 octobre 1955 à Lérida.

## Biographie
Aleix Renyé a publié ses œuvres à Barcelone, Gérone et Perpignan.
Il est coauteur, avec Joan-Lluís Lluís et Pascal Comelade, du Manifest revulsista nord-català.
Il a interprété son œuvre Romanç de dones avec l’actrice norvégienne Mag Stöyva et les musiciens Johanna Försstrom (piano), Jean-Marc Jousse (guitares), Jean-Paul Daydé (basse) et Philippe Gallera (batterie).
Il a aussi réalisé et interprété Petjades de Leonard Cohen avec des chansons et la traduction en catalan de la poésie de l'artiste canadien avec Mag Stöyva et les musiciens Ingrid Dominois (piano), Carles Sarrat (guitare) et Éric Miché (basse).
Il a traduit et doublé en catalan des films, dessins animés et séries de télévision en France et en Espagne.
D'abord animateur et journaliste à Ràdio Arrels à Perpignan, Ràdio Andorra, Catalunya Ràdio à Barcelone, RAC-1 à Barcelone, et au journal satirique El Fiçó à Perpignan, il est aujourd'hui journaliste à El Punt de Perpignan, Gérone et Barcelone.

## Œuvres
- Xipotades, Barcelona, Llibres de l'Índex, 1995
- L'enivrement des senteurs, le charme bucolique, l'éventail de couleurs... i altres històries prescindibles, El Trabucaire
- Tot allo de viu que mai ha viscut, El Trabucaire

Poésie
- Quotidianitats, Perpinyà, El Trabucaire, 1992
- Deport al cau, Girona, Senhal, 1993
- Nou codi de la ruta, Perpinyà, El Trabucaire, 1994
- Boirines de Mesell, Perpinyà, El Trabucaire, 1997